# Nokia 701
Nokia 701 je chytrý mobilní telefon od společnosti Nokia uvedený na trh ve 4. čtvrtletí roku 2011 s operačním systémem Nokia Belle. Má 3,5" IPS-LCD displej s rozlišením 640 × 360 pixelů. Jas displeje je 1000 nitů (o němž Nokia tvrdila, že je to nejjasnější displej na světě) a je chráněný Gorilla Glass. Design telefonu je převzatý z Nokia C7. Nepatrnou změnou je pouze umístění prostředního tlačítka, které je umístěné výš k okraji u displeje. Aktualizace Nokia Belle (Feature Pack 1) zvýšila rychlost procesoru z 1,0 GHz až 1,3 GHz.